# Charles Djou
Charles Kong Djou, né le 9 août 1970 à Los Angeles, est un homme politique américain, membre du Parti républicain jusqu'en 2018 puis indépendant.

## Biographie
De 2000 à 2002, Djou est membre de la Chambre des représentants d'Hawaï, puis du conseil municipal de la ville d'Honolulu de 2002 à 2010.
Le 22 mai 2010, il est élu avec 39,4 % des suffrages représentant du premier district congressionnel d'Hawaï à la Chambre des représentants des États-Unis,. C'est la première fois depuis vingt ans qu'Hawaï envoie un républicain au congrès américain. Dans ce district que Barack Obama a remporté avec 70.43 % des voix lors de l'élection présidentielle américaine de 2008, le revers est cinglant pour les démocrates, toutefois la division y a joué un rôle important puisque les deux principaux candidats démocrates Colleen Hanabusa et Ed Case ont obtenu respectivement 30.8 % et 27.6 % des voix. 
Le 2 novembre 2010, les démocrates présentent cette fois une candidature unique, celle de Colleen Hanabusa qui l'emporte en obtenant 53,2 % des voix contre 46,8 % pour Charles Djou, qui quitte ainsi son poste le 3 janvier 2011. La parenthèse républicaine n'aura duré que sept mois. Djou est également l'un des deux seuls représentants républicains (avec Joseph Cao) à perdre son siège à l'occasion des élections législatives de 2010. Candidat à son ancien siège en 2012, il est de nouveau battu par Colleen Hanabusa. En novembre 2014, il est une nouvelle fois défait, cette fois-ci par Mark Takai.
Le 8 novembre 2016, il est candidat au poste de maire d'Honolulu mais il est battu par le démocrate sortant Kirk Caldwell, qui l'emporte avec 52,2 % des voix.
En mars 2018, il quitte le Parti républicain. En 2020, comme d'autres anciens membres républicains du Congrès, il apporte son soutien à Joe Biden pour l'élection présidentielle.
En mai 2022, il est nommé par le président au poste de secrétaire de l'American Battle Monuments Commission.